# Омит (озеро)
Омит (або Омитське, Омито) — заплавне озеро в Вараському районі Рівненської області України. Належить до басейну річки Стохід.

## Опис
Розташоване біля села Омит, на території Омитської сільської ради. Площа водного дзеркала становить 32 га (за іншими даними — 25 або 49,2 га), прибережна смуга 10,4 га. Взимку замерзає. Західний берез болотистий. В озеро впадає і витікає рукав річки Прип'ять. Популярне місце риболовлі.

### Флора
В озері місцями утворює зарості вид комахоїдних рослин альдрованда пухирчаста (Aldrovanda vesiculosa).

### Фауна
В озері трапляються одомашнена форма коропа, карась звичайний, щука звичайна.

## Галерея

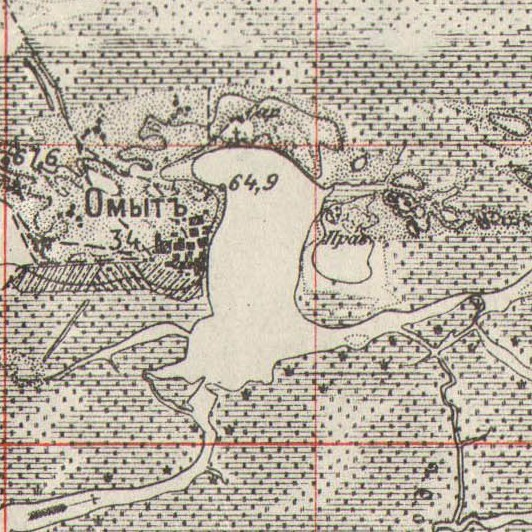
Омит на карті 1910 року